# Longileptoneta huboliao
Espèce
Longileptoneta huboliao est une espèce d'araignées aranéomorphes de la famille des Leptonetidae.

## Distribution
Cette espèce est endémique du Fujian en Chine,. Elle se rencontre dans le xian de Nanjing.

## Description
Le mâle holotype mesure 2,11 mm et la femelle paratype 1,77 mm.

## Systématique et taxinomie
Cette espèce a été décrite par Yao et Liu en 2024.

## Étymologie
Son nom d'espèce lui a été donné en référence au lieu de sa découverte, la réserve naturelle Huboliao.

## Publication originale
- Liu, Yao, Jiang, Xiao & Liu, 2024 : « Midget cave spiders (Araneae, Leptonetidae) from Jiangxi and Fujian Province, China. » ZooKeys, vol. 1189, p. 287-325 (texte intégral).